# Квабисхеви (церковь)
Церковь Квабисхеви в честь Успения Богородицы (груз. ქვაბისხევის ღვთისმშობლის მიძინების სახელობის ეკლესია), также известная как Мариамцминда (груз. მარიამწმინდა) — средневековая православная церковь в Грузии. Расположена в 2 км к северо-западу от села Квабисхеви в Боржомском муниципалитете края (мхаре) Самцхе-Джавахети. Трёхнефная базиликальная церковь была построена в VIII или в IX веке. Она стоит на высоком скалистом склоне горы над глубокой речной долиной. Церковь известна своим фресковым портретом XII—XIII веков молодого дворянина по имени Шота, который, как принято считать, является поэтом Шотой Руставели. В 2007 году церковь была включена в список недвижимых культурных памятников национального значения Грузии.

## История
Церковь Квабисхеви — это трёхнефная базилика, построенная из камня на небольшой террасе высокого скалистого склона горы. Её восточный фасад примыкает к скале, специально стёсанной для этого, а три другие стороны обращены к крутому ущелью Квабисхеви. К террасе можно добраться только по тропе с северо-востока, ведущей к церкви от сторожевого поста Квабисхеви Боржоми-Харагаульского национального парка.
Из-за своей труднодоступности, в средние века церковь служила убежищем военного времени для местных жителей, чьи разрушенные жилища и каменные укрытия находятся ниже церкви. Село, в то время известное как Кваби («пещера»), полностью опустело вскоре после захвата этой территории Османской империей в 1578 году — турецкая перепись 1595 года зарегистрировала там только шесть постоянных жителей. Церковь также была заброшена. Современное село Квабисхеви, находящееся к юго-востоку от церкви, основано переселенцами из горной северо-западной грузинской области Рача в 1870-х годах.

## Архитектура
Церковь имеет размеры 8×4 м². Главный неф намного больше боковых, он оканчиваясь полукруглой восточной апсидой с арочным окном. Вверху центральных частей северной и южной стен имеются кронштейны. На западной стене внизу в центре имеется дверной проём, изнутри покрытый архитравом и арочный снаружи. Главный неф отделён от боковых двумя арками с каждой стороны, опирающимися на прямоугольные колонны с капителями. Северный неф заканчивается полукруглым нефом с окнами. Южный неф разделён на две части перегородкой, в которой прорезан низкий прямоугольный проход. Большая часть наружного декора находится на западном фасаде, в том числе три болнисских креста, вырезанных рельефно над входной дверью, что является распространённым мотивом раннехристианского искусства в Грузии.
В базилике сохранились фрагменты средневековой настенной росписи. Примечательна фреска XII—XIII веков в северной стене южного нефа, на которой изображены юноша и девушка, названные в сопровождающем её средневековом грузинском тексте шрифтом асомтаврули именами Шота и Иа, соответственно. Фреска воспроизведена чеканкой на железных воротах ручной работы в 1987 году. Имя Шота не было редким среди местной аристократии. Одна популярная гипотеза отождествляет человека с фрески Квабисхеви с поэтом Шотой Руставели, автором эпической поэмы «Витязь в тигровой шкуре».